# نیزه ماهی آب شیرین
نیزه ماهی آب شیرین یا سوزن ماهی، گونه ای از منقار ماهیان است که در زیستگاه‌های آب شیرین و شور در جنوب و جنوب شرق آسیا یافت می‌شود.

## نام‌های رایج

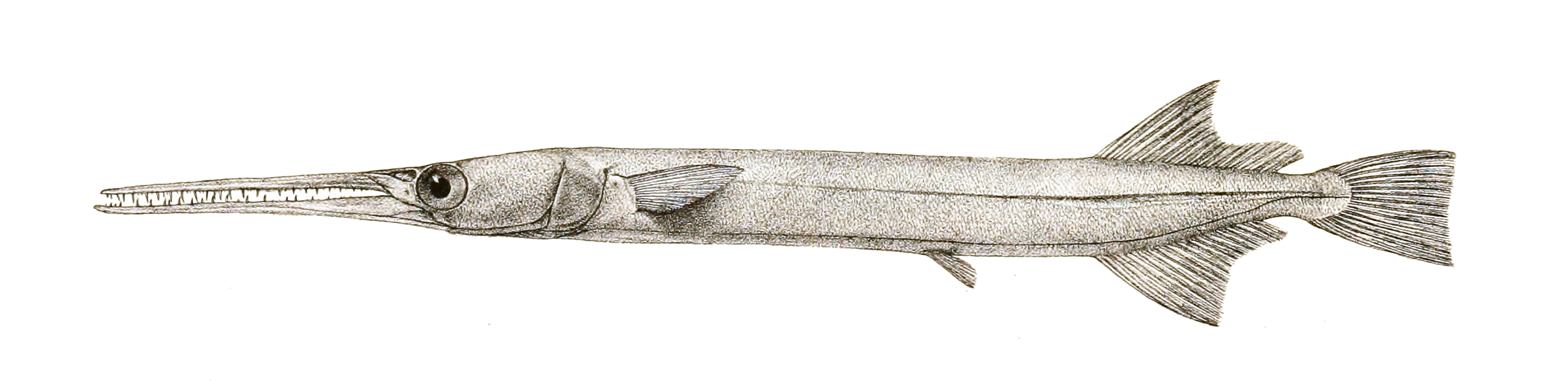

در دنیا سوزن ماهی به عنوان یک ماهی آکواریومی، علاوه بر نام سوزن ماهی به اسامی دیگری نیز شهرت پیدا کرده‌است، منجمله سوزن ماهی نقره ای، سوزن ماهی آب شیرین آسیایی، دماغ سوزنی پشت کوتاه، نیزه ماهی آب شیرین، سوزن ماهی نیزه ای و بسیاری اسامی دیگر. این ماهی در حالی که متعلق به خانواده نیزه ماهی‌های دریایی که در اروپا به نام گار یا گارپیک شناخته می‌شوند یا سوزن ماهی است، اما به ماهی سرسوسماری آمریکای شمالی و اردک ماهی‌های آمریکای جنوبی بسیار نزدیکترند. در آسام به زبان محلی به نام کوکیلا شناخته می‌شود. در سریلانکا به نام "یونا (යොන්නා) یا هابارالی (හබරලි)" شناخته می‌شود.

## توزیع
سوزن ماهی آب شیرین به‌طور گسترده‌ای در سراسر آسیای جنوبی و جنوب شرقی، از هند و سریلانکا تا شبه جزیره مالزی پراکنده‌است.

## ریخت‌شناسی
همانند سایر سوزن ماهیان، این گونه دارای بدنی کشیده با آرواره‌های بلند و منقار مانند و پر از دندان است. باله‌های پشتی و مقعدی بسیار عقب و در امتداد بدن نزدیک به دم قرار دارند. بدن به رنگ سبز نقره‌ای است، در بالا تیره‌تر و در پایین روشن‌تر با نوار تیره‌ای که به صورت افقی در امتداد پهلو قرار دارد. دودیسی جنسی خفیفی در این گونه وجود دارد، ماهی نر اغلب دارای باله‌های مقعدی و پشتی با لبه سیاه است. طول آنها بعضاً به ۴۰ سانتیمتر (۱۶ اینچ) هم می‌رسد.

## رژیم غذایی
در حالی که کتاب‌های آکواریوم این ماهی بیشتر به عنوان یک شکارچی که حیواناتی مانند ماهی و قورباغه‌ها را می‌خورد معرفی می‌گردد، ولی به نظر می‌رسد رژیم غذایی طبیعی آن تقریباً به‌طور کامل از سخت پوستان تشکیل شده‌است.

## تولید مثل
این گونه تخم‌گذار است. معمولاً در آکواریوم‌ها، تخم ریزی صبح صورت می‌گیرد و تعداد کمی تخم در بین گیاهان گذاشته می‌شود. تخم‌ها حدود ۳٫۵ میلیمتر (۰٫۱۴ اینچ) قطر دارند و با ماده نخ مانند چسبنده ای به طول حدود ۲۰ میلیمتر (۰٫۷۹ اینچ) به گیاهان چسبیده می‌شوند. ده روز طول می‌کشد تا نوزادان از تخم بیرون بیایند، در این زمان بچه‌ها تقریباً ۱۲ میلیمتر (۰٫۴۷ اینچ) طول دارند. در این مرحله آنها از غذاهای کوچک زنده نظیر بچه مازماهی‌های یک هفته ای را می‌خورند.

## اهمیت انسانی
نیزه ماهی آب شیرین از طرف سازمان شیلات کشورها بیسار ناچیز پشتیبانی می‌شود و آنها به دلیل اینکه در صنعت آکواریوم و خرید و فروش ماهی‌های زینتی دارای جایگاه ویژه هستند شناخته شده‌اند.

### در آکواریوم
سوزن ماهی آب شیرین یکی از چندین گونه سوزن ماهی است که در آکواریوم‌های عمومی و خانگی نگهداری می‌شود. این ماهی از سال ۱۹۱۰ تا به امروز توسط آکواریوم اروپا نگهداری می‌شود، و برای اولین بار در سال ۱۹۶۳و در ایستگاه زیست‌شناسی ویلهلمیننبرگ (Wilhelminenberg) اتریش تکثیر شده‌است. این ماهی به‌طور کلی به دلیل اندازه بزرگ، رفتار عصبی و ترجیح دادن غذاهای زنده، گونه ای بسیار دشوار برای نگهداری در آکواریوم است. علاوه بر اختلاف نظر در مورد رژیم غذایی طبیعی این ماهی‌ها، در مورد شرایط آب بهینه مورد نیاز این گونه زمانی که در آکواریوم‌های خانگی نگهداری می‌شوند نیز، سردرگمی وجود دارد و اغلب توصیه می‌شود که نمک به آب اضافه شود. این ماهی‌ها در آکواریوم‌های آب شیرین عملکرد بسیار خوبی دارند.